# Parafia św. Jakuba i św. Filipa Apostołów w Taborze
Parafia św. Jakuba i św. Filipa Apostołów w Taborze – parafia Kościoła Starokatolickiego w Republice Czeskiej. Proboszczem parafii jest ks. Alois Sassmann. Msze św. w Tabor sprawowane są w niedziele o godz. 9:00. W Soběslavie nabożeństwa odbywają się w piątek o godz. 17:00 w kaplicy Ewangelickiego Kościoła Czeskobraterskiego. Na terenie miejscowości Strakonice msze św. odbywają się co tydzień w innych miejscach i o różnych godzinach, korzystając z gościnności kaplic różnych wyznań.

## Historia
Parafia starokatolicka w Taborze została erygowana 19 kwietnia 1997 roku, po wyodrębnieniu się z parafii starokatolickiej w Pacov. 6 maja 1997 roku parafia otrzymała do swojej dyspozycji miejscowy kościół św. Jakuba i św. Filipa Apostołów. Poświęcenie świątyni parafialnej przez biskupa Dušan Hejbala odbyło się 20 lipca 1997 roku. Od 1998 roku proboszczem parafii jest ks. Alois Sassmann. W 1999 roku ukazał się pierwszy numer parafialnej gazety "Cesta k pramenům" (pl. "Podróż do źródeł").